# Mycosphaerella lineolata
Mycosphaerella lineolata är en svampart som först beskrevs av Roberge ex Desm., och fick sitt nu gällande namn av Joseph Schröter 1894. Mycosphaerella lineolata ingår i släktet Mycosphaerella och familjen Mycosphaerellaceae.  Arten är reproducerande i Sverige. Inga underarter finns listade i Catalogue of Life.